# 神路橋
神路橋（じんろばし）は、東京都青梅市にある橋。

## 概要
青梅市で最も西に位置する。多摩川に架かる橋で、歩行者・自転車のみ通行可。自動車は通行できない。御岳山へのアクセス道路となっているため、行楽シーズンは観光客で賑わう。橋の南端側は吉野街道、北端側は青梅街道と結ばれており、JR青梅線・御嶽駅から徒歩で御岳山方面へアクセスする場合はこのルートが最短である。

## 周辺
- 東京都交通局多摩川第三発電所
- 御岳渓谷
- 御岳苑地
- 奥多摩フィッシングセンター

## アクセス
新宿・横浜・さいたま・千葉方面から
- 首都圏中央連絡自動車道・青梅ICから甲府方面へ約45分
- 首都圏中央連絡自動車道・日の出ICから甲府方面へ約45分

山梨・静岡・松本・名古屋方面から
- 中央自動車道・大月ICから奥多摩方面へ約50分